# Copa Norte 2001
La Copa Norte 2001 è stata la 5ª edizione della Copa Norte.

## Formula
Le dieci squadre partecipanti, sono suddivise in tre gironi: uno da quattro, due da tre. Le prime classificate di ciascun girone (più la seconda classificata del girone da quattro squadre), sono ammesse alla fase a eliminazione diretta con gare di andata e ritorno. Il club vincitore ottiene un posto nella Copa dos Campeões 2001.

## Partecipanti
| Stato    | Squadra (Città)              |
| -------- | ---------------------------- |
| Acre     | Rio Branco-AC (Rio Branco)   |
| Amapá    | Mazagão (Mazagão)            |
| Amazonas | Nacional-AM (Manaus)         |
| Amazonas | São Raimundo-AM (Manaus)     |
| Maranhão | Maranhão (São Luís)          |
| Maranhão | Moto Club (São Luís)         |
| Pará     | Paysandu (Belém)             |
| Piauí    | River (Teresina)             |
| Rondônia | Genus (Porto Velho)          |
| Roraima  | Atlético Roraima (Boa Vista) |

## Risultati

### Fase a gironi

#### Girone A
|  | Pos. | Squadra          | Pt | G | V | N | P | GF | GS | DR |
|  | ---- | ---------------- | -- | - | - | - | - | -- | -- | -- |
|  | 1.   | São Raimundo-AM  | 14 | 6 | 4 | 2 | 0 | 11 | 3  | +8 |
|  | 2.   | Genus            | 11 | 6 | 3 | 2 | 1 | 9  | 7  | +2 |
|  | 3.   | Rio Branco-AC    | 5  | 6 | 1 | 2 | 3 | 5  | 8  | -3 |
|  | 4.   | Atlético Roraima | 3  | 6 | 1 | 0 | 5 | 3  | 10 | -7 |

Legenda:
      Ammessa alla fase a eliminazione diretta.
Note:
Tre punti a vittoria, uno a pareggio, zero a sconfitta.

#### Girone B
|  | Pos. | Squadra     | Pt | G | V | N | P | GF | GS | DR |
|  | ---- | ----------- | -- | - | - | - | - | -- | -- | -- |
|  | 1.   | Paysandu    | 9  | 4 | 3 | 0 | 1 | 11 | 4  | +7 |
|  | 2.   | Nacional-AM | 4  | 4 | 1 | 1 | 2 | 5  | 6  | -1 |
|  | 3.   | Moto Club   | 4  | 4 | 1 | 1 | 2 | 2  | 8  | -6 |

Legenda:
      Ammessa alla fase a eliminazione diretta.
Note:
Tre punti a vittoria, uno a pareggio, zero a sconfitta.

#### Girone C
|  | Pos. | Squadra  | Pt | G | V | N | P | GF | GS | DR |
|  | ---- | -------- | -- | - | - | - | - | -- | -- | -- |
|  | 1.   | River    | 7  | 4 | 2 | 1 | 1 | 4  | 3  | +1 |
|  | 2.   | Mazagão  | 5  | 4 | 1 | 2 | 1 | 7  | 7  | 0  |
|  | 3.   | Maranhão | 3  | 4 | 0 | 3 | 1 | 4  | 5  | -1 |

Legenda:
      Ammessa alla fase a eliminazione diretta.
Note:
Tre punti a vittoria, uno a pareggio, zero a sconfitta.

### Fase a eliminazione diretta

#### Semifinali
| Squadra 1 | Totale | Squadra 2       | Andata | Ritorno |
| --------- | ------ | --------------- | ------ | ------- |
| River     | 2 – 4  | Paysandu        | 2 – 2  | 0 – 2   |
| Genus     | 0 – 7  | São Raimundo-AM | 0 – 3  | 0 – 4   |

#### Finale
| Squadra 1 | Totale | Squadra 2       | Andata | Ritorno |
| --------- | ------ | --------------- | ------ | ------- |
| Paysandu  | 1 – 1  | São Raimundo-AM | 1 – 0  | 0 – 1   |